# Белокопытник гладкий
Белокопы́тник гла́дкий, или Белокопытник лучи́стый (лат. Petasítes radiátus) — многолетнее травянистое растение из рода Белокопытник.
Растёт в арктической и средней Европе, на Среднем и Южном Урале, в Сибири. Встречается от тундровой до степной зоны по берегам рек, на галечниках, на отмелях, нередко образуя сплошные заросли.

## Биологическое описание
Корневище длинное, ползучее, толщиной 4—10 мм.
Цветоносный стебель вырастает в высоту до 60 см, после цветения может удлиниться до 80 см; на нём развиваются стеблеобъемлющие яйцевидно-ланцетные листья длиной 3—8 см.
В щитковидном соцветии — от 7 до 15 корзинок; в бесплодных корзинках — многочисленные мужские цветки в центре и ряд краевых женских цветков; в плодущих корзинках — лишь небольшое число мужских цветков в центре.
Прикорневые листья треугольно-почковидные, 5—15 см длиной, 10—25 см шириной, голые. Развиваются после цветения. Их черешки имеют красновато-фиолетовый цвет.
Число хромосом: 2n = 60.

## Систематика
Синонимы:
- Nardosmia laevigata (Willd.) DC. — Нардосмия гладкая, Нардосмия сглаженная, Нардосмия угловатая;
- Nardosmia straminea Cass. — Нардосмия жёлтая;
- Petasites laevigatus (Willd.) Rchb. — Белокопытник гладкий, Белокопытник сглаженный;
- Tussilago aquatica Georgi;
- Tussilago bohemica Hoppe — Мать-и-мачеха богемская;
- Tussilago laevigata Willd. — Мать-и-мачеха гладкая, Мать-и-мачеха сглаженная;
- Tussilago radiata J.F.Gmel. — Мать-и-мачеха лучистая.

## Применение
См. раздел «Применение» в статье «Белокопытник».